# Sebastapistes fowleri
Sebastapistes fowleri is een straalvinnige vissensoort uit de familie van schorpioenvissen (Scorpaenidae). De wetenschappelijke naam van de soort is voor het eerst geldig gepubliceerd in 1934 door Pietschmann.